# Agilihelea jiania
Agilihelea jiania är en tvåvingeart som beskrevs av Yu 2005. Agilihelea jiania ingår i släktet Agilihelea och familjen svidknott. Inga underarter finns listade i Catalogue of Life.